# Handley Page Dart Herald
Vous pouvez aider à l'améliorer ou bien discuter des problèmes sur sa page de discussion.
- Il ne cite pas suffisamment ses sources. Vous pouvez indiquer les passages à sourcer avec {{référence nécessaire}} ou {{Référence souhaitée}}, et inclure les références utiles en les liant aux notes de bas de page. (Marqué depuis avril 2015)
- Certaines informations devraient être mieux reliées aux sources mentionnées dans la bibliographie ou les liens externes. Améliorez sa vérifiabilité en les associant par des références. (Marqué depuis avril 2015)

- Archive Wikiwix
- Bing
- Cairn
- DuckDuckGo
- E. Universalis
- Gallica
- Google
- G. Books
- G. News
- G. Scholar
- Persée
- Qwant
- (zh) Baidu
- (ru) Yandex
- (wd) trouver des œuvres sur Wikidata

Dimensions
Le Handley Page Dart Herald était un avion de ligne britannique des années 1950 à turbopropulseur.

## HPR-3 Herald
Au milieu des années 1950, la compagnie Handley Page Aircraft fondée par Sir Frederick Handley-Page, commence le développement d’un avion rapide court courrier destiné à remplacer le Douglas DC-3. Le projet, à l'origine connu sous la désignation HPR-3 Herald, émanait du bureau de dessin Handley Page Limited situé sur l'ancien site de l'usine Miles Aircraft, où avait été développé un précédent projet, le Miles Marathon. Le Herald était un développement majeur du Marathon original, notamment au niveau de son concept d’aile haute. La division HP Reading allait réussir un dessin moderne et performant, avec d'excellentes caractéristiques de vol. Toutefois, la société allait ensuite faire de graves erreurs de jugement et le Herald rater sa chance par rapport à d’autres avions britanniques de l'époque.
Comme pour l'HPR-3, le Herald avait été pensé comme un quadrimoteur avec quatre moteurs à pistons Alvis Leonides Major de 870 ch (650 kW), entrainant des hélices tripales classiques. Au même moment, le turbopropulseur Rolls-Royce Dart commençait sa carrière avec succès sur le Vickers Viscount. HP n'allait pas tenir compte de ce facteur au début de la phase de conception du Herald, en l’occurrence le désir du marché pour les nouveaux avions à turbopropulseurs. Cette erreur de jugement et le retard qui s’ensuivit allaient se révéler une erreur coûteuse pour l'entreprise.
Le prototype « Herald » fit son premier vol le 25 août 1955.
Le Herald était très avancé à plusieurs égards pour son époque. Sa cabine pressurisée jusqu'à 30 000 pieds pouvait accueillir jusqu'à 47 passagers dans la série 100 (contre 44 à l'origine) ; puis 56 passagers pour la série 200. L'avion pourrait facilement dépasser 480 km/h (260 nœuds) en palier. Le taux de montée initial était de plus de 1 800 pieds par minute.
Mais bien que les compagnies Queensland Airlines, Australian National Airways et Lloyd Aereo Colombiano aient initialement placé 29 commandes, celles-ci allaient ensuite été annulées alors que le premier prototype venait juste d’être achevé. C’est alors que Handley Page réalisa enfin qu'un remaniement total de la motorisation s’imposait, si le Herald voulait encore avoir quelques chances sur le marché.

## HPR-7 Dart Herald
Il avait déjà été investi beaucoup d’argent dans le projet Herald, si bien que la Direction décida de poursuivre projet, dans un dernier effort pour récupérer l'investissement. L'annonce fut faite d'une nouvelle version au fuselage allongé 50 cm, remotorisée à l’aide de turbopropulseurs Rolls-Royce Dart entraînant des hélices quadripales Dowty Rotol. Le premier prototype de la série 100 effectue son premier vol en 1958. Maintenant désigné l'HPR-7 Dart Herald, ce nouvel avion allait entrer en production en 1959, la première commande étant placée par BEA.
Le Herald allait attirer beaucoup d'intérêt dans le monde en raison de ses performances intéressantes sur pistes courtes, associées à d'excellentes caractéristiques de vol. Mais Handley Page n'allait pas réussir à concrétiser la plupart des offres, comme ce fut le cas pour le F-27 ou le HS748, aussi proposés durant la même période pour un coût nettement inférieur. Il y eut quelques spéculations sur la conception originale du F-27, qui avait volé avant le Herald dans une configuration à turbopropulseurs, un élément clé dans la conception du Herald étant son aile haute à dièdre positif, en plus d’une dérive à l’aérodynamique optimisée, ce qui ajoutait encore à l’excellente stabilité de l'appareil.
Les pilotes rapportèrent que le Herald volait comme un rêve, très stable en altitude, tout en restant très maniable même aux faibles vitesses. Le seul problème se posait lors des phases de préparation au sol, en raison d'une dérive caudale surdimensionnée. Le crédit pour les excellentes caractéristiques aérodynamiques de l'aile revient au bureau de dessin de la société, qui avait acquis une réputation certaine dans la dessin de voilures, notamment lors de la conception de l'aile en croissant du bombardier Victor. Handley Page avait pour cet avion inauguré un système de bord d’attaque à fente, un dispositif sans lequel la plupart des avions modernes ne seraient pas aussi faciles à gérer aux basses vitesses.
Malgré les modifications apportées, qui allaient transformer le HPR-3 en HPR-7 Herald, seulement quatre exemplaires de la version à 47 sièges de la série originelle 100 HPR-7 furent construits. Croyant qu’une version encore plus grande était nécessaire, HP se tourna vers la production de la série 200, plus longue de plus d’un mètre, dont la capacité passait de 47 à 56 passagers, avec l’augmentation de poids correspondante. La production de la Série 200 commence en 1961. Le premier exemplaire de production sera livré à Jersey Airlines en janvier 1962. Malheureusement, toute la dynamique commerciale avait entretemps été bien émoussée, et seulement 36 exemples de ce modèle de production majeure allaient finalement être construits au cours des six années qu’allait durer la production.
Le Herald 400 fut spécialement conçu en 1964 comme "transport tactique" pour la Royal Malaysian Air Force, avec un plancher de cabine renforcé. Chez HP, on pensait que le Herald était encore trop petit et ainsi apparut la série 700, offrant 60 places, équipée de deux turbopropulseurs Dart Mk.532. La capacité en carburant de cette version était accrue, le poids total suivant bien sur cette même tendance.
Une dernière tentative fut faite pour relancer les ventes lorsqu’une production spéculative fut lancée pour 8 appareils de la série 700. Le projet fut annulé alors que plusieurs fuselages étaient presque terminés. Ces fuselages furent donc détruits. Le 50e et dernier Herald, (un "Série 200" destiné à Arkia, en Israël) fut livré en août 1968, après quoi la production allait complètement cesser, l'attention se tournant alors vers le Jetstream 137.

## Erreur fatale
Il est largement considéré[Par qui ?] que les erreurs de jugement faites au cours du projet Herald, nécessitant des changements majeurs très tard dans le cycle de conception, se révélèrent une erreur fatale pour l'entreprise. En outre, HP était resté obstinément indépendant tout au long de son histoire. Le gouvernement britannique allait bien sûr passer ses futures commandes militaires ou civiles à des constructeurs nouvellement nationalisés, alors regroupés sous le nom de British Aircraft Corporation (BAC). Sir Frederick Handley-Page sera toujours resté contre la nationalisation, et même après sa mort en 1962, la société allait continuer à végéter en tant que constructeur indépendant. Cette politique a conduit HP à perdre énormément par rapport à BAC lors des commandes militaires et civiles passées par le gouvernement, à l'exception notable du Victor, témoin incontestable du savoir-faire de la firme.
Handley Page se porta en liquidation volontaire à la clôture de ses comptes du 31 mars 1970. Le projet HP137 Jetstream et le personnel associé restaient les seuls éléments utiles pour Handley-Page, mais ce ne fut pas suffisant pour la survie de l'entreprise. Le développement du Jetstream fut transféré à Scottish Aviation, qui allait devenir plus tard une filiale dénommée Jetstream aviation. Cette société fut ensuite acquise par BAe.